# Du Yuming
Du Yuming o Tu Yü-ming (Contea di Mizhi, 28 novembre 1904 – Pechino, 7 maggio 1981) è stato un generale e politico cinese, importante comandante del Kuomintang.
Si diplomò alla prima classe dell'Accademia militare di Whampoa e prese parte alla Spedizione del Nord di Chiang Kai-shek e in seguito fu uno dei comandanti del Teatro di Cina-Birmania-India durante la Seconda guerra sino-giapponese. Dopo che i giapponesi si arresero nel 1945, fu un importante comandante della guerra civile cinese.
Dal 1945 al 1947 Du comandò le forze nazionaliste nella Cina nordorientale e vinse diverse importanti battaglie contro le forze comuniste, tra cui sconfiggendo il generale comunista Lin Biao due volte a Siping. Nonostante i suoi successi, Chiang lo sollevò dal comando nel 1947, dopodiché i comunisti presero rapidamente il controllo della regione.
Du fu catturato più tardi nella guerra civile e trascorse un decennio come prigioniero di guerra. Fu rilasciato nel 1959 e assunse una posizione nel governo della Repubblica Popolare Cinese.

## Biografia
Du Yuming nacque nella contea di Mizhi, nello Shaanxi, nel 1904, durante la tarda dinastia Qing.

### Carriera militare in anticipo
Protetto di fiducia di Chiang Kai-shek, Du si laureò alla prima classe di cadetti all'Accademia militare di Whampoa e partecipò giovane alla Spedizione del Nord (1926-1928) contro i signori della guerra. Durante la Seconda guerra sino-giapponese comandò il 5º Corpo dell'Esercito Rivoluzionario Nazionale del Kuomintang nella prima battaglia di Changsha e nella battaglia del Guangxi meridionale.
Più tardi comandò lo stesso 5º Corpo della 5ª Armata nazionalista della Forza di spedizione cinese in Birmania nella battaglia della strada tra lo Yunnan e la Birmania da metà marzo all'inizio del giugno 1942, durante la Campagna della Birmania sotto il comando del tenente generale Joseph Stilwell. Quando l'esercito britannico crollò e abbandonò la Birmania sotto la pressione giapponese, Du fu costretto a ordinare un ritiro programmato frettolosamente che portò alla perdita di 50.000 soldati cinesi. Du tornò in Cina nonostante glielo sconsigliasse il generale Sun Li-jen, essendo il percorso di ritorno pericoloso. Secondo Sun egli avrebbe dovuto ritirarsi insieme ai britannici in India. La maggior parte degli uomini che seguirono Du morì nella giungla birmana di malattie tropicali e fame o furono uccisi dalle forze dell'Asse, mentre l'esercito di Sun si ritirò ordinatamente in India. Poiché il generale stava eseguendo gli ordini di Chiang Kai-shek quando si ritirò in Cina, non fu punito per l'esito della campagna.

### Guerra civile cinese
Dopo la guerra Du contribuì a rafforzare la posizione nazionalista nel sud-ovest rimuovendo Long Yun, il signore della guerra dello Yunnan, nell'ottobre del 1945. Du venne quindi trasferito nel nord-est per consolidare il controllo del Kuomintang. Dopo la ripresa della guerra civile, sempre nel '45, Du ottenne numerose vittorie.
In novembre, riprese le posizioni strategiche attorno a Shanhaiguan dalle forze comuniste. Più tardi, il 22 novembre, riconquistò la città di Jinzhou, anch'essa punto strategico. L'azione costrinse le forze comuniste ad abbandonare temporaneamente ogni tentativo di prendere le principali città della regione e ad accettare un cessate il fuoco, anch'esso temporaneo. I combattimenti ripresero nell'aprile del 1946 e in maggio Du sconfisse Lin Biao nella battaglia di Siping. Dopo il ritiro dei comunisti li inseguì, e catturò Gongzhuling il 21 maggio e Changchun il 23. La sua avanzata alla fine fu fermata sulle rive del fiume Songhua a causa delle preoccupazioni sull'estendere eccessivamente le sue forze. La vittoria di Du a Siping portò a un generale cessate il fuoco in tutta la Cina, mediato da George Marshall, durante il quale Du consolidò le sue linee di comunicazione e rifornimento.
Il cessate il fuoco durò nella Cina nord-orientale fino al gennaio 1947, quando Du comandò la maggior parte delle sue forze nell'attacco ai comunisti sul confine coreano. Quando Du guidò le sue forze a sud, Lin Biao ordinò a 20.000 dei suoi soldati di attraversare il fiume Songjiang, dove inscenarono azioni di guerriglia, agguati alle forze di soccorso e a presidi isolati, evitando scontri decisivi con eserciti forti e ben preparati che Du aveva inviato per contrattaccarli. Nei loro attacchi i comunisti saccheggiavano grandi quantità di rifornimenti e distruggevano le infrastrutture dei territori occupati dal Kuomintang compresi ponti, ferrovie, fortificazioni, linee elettriche e barche. Quando Du mandò le sue forze a nord, le forze comuniste nel sud avanzarono e assediarono le altre truppe a Tonghua. Quando Du mandò le sue forze a sud per attaccare il quartier generale comunista a Linjiang, caddero in un'imboscata e furono distrutte. Il generale chiese allora rinforzi da Chiang Kai-shek ma la sua richiesta fu respinta.
In seguito alla sconfitta delle sue forze nell'estate del '47, Du riorganizzò le rimanenti in sei divisioni e si concentrò sulla difesa di Changchun, Jilin, Siping (che era già sotto assedio) e Liaoning, necessaria per mantenere la comunicazione con Pechino e Nanchino. Concentrandosi sulla difesa, il generale effettivamente adottò una posizione reazionaria e perse l'iniziativa della campagna.
L'11 giugno le forze di Lin tornarono a Siping e iniziarono a ingaggiarlo e ad assediarlo. Il comandante di Du nell'assedio di Siping era Chen Mingren, che comandava 29.000 soldati. Prima che arrivassero le forze di Lin, Chen fu in grado di radunare le sue su posizioni forti, e le prime ondate nemiche subirono pesanti perdite. I difensori nazionalisti beneficiarono di un supporto aereo efficace. I comunisti furono in grado di irrompere in città due volte, ma furono respinti in entrambe le occasioni con pesanti perdite. A metà giugno gli aggressori iniziarono a soffrire per la guerra di logoramento ed esaurimento e dal 24 i rinforzi nazionalisti cominciarono ad arrivare dallo Hebei e dalle guarnigioni di Du in altre zone. Il 1º luglio l'assedio fu rotto e agli aggressori fu ordinato di ritirarsi a nord del fiume Songjiang.
I comunisti soffrirono tra i 13.000 e i 40.0000 morti (a seconda della fonte) mentre la guarnigione nazionalista di Siping fu ridotta a poco più di 3000 uomini. Fonti nazionaliste riferirono anche di aver catturato 94.000 soldati nemici e che 143.000 uomini nell'eesercito di Lin avevano disertato. Le fonti comuniste confermarono gli abbandoni, sebbene con dati leggermente più bassi, con però alcune divisioni che denunciarono un tasso di abbandono del 20%. Chiang Kai-shek interpretò la battaglia come una vittoria decisiva, ma richiamò Du dal nord-est e lo sostituì con Chen Cheng, che era uno dei suoi generali preferiti. Dopo la vittoria di Du a Siping, Chiang potrebbe aver mandato Chen nel nord-est in modo che ottenesse quello che lui credeva sarebbe stato il "colpo finale" contro Lin. Invece, poco dopo che Du fu richiamato, Lin Biao sconfisse Chen e prese il controllo della Manciuria nel 1948.

### Carriera successiva
Verso la fine della guerra civile, Du indovinò correttamente che il generale Guo Rugui, uno dei più fidati ufficiali di Chiang, era un agente comunista. Sfortunatamente, l'unica prova che fu in grado di presentare era che Guo, a differenza della maggior parte dei generali e ufficiali nazionalisti, era pulito. Chiang non considerava questo un buon motivo per sospettare di Guo e si infuriò quando Du presentò la sua opinione perché Chiang credeva che il generale sottintendesse che tutti i nazionalisti fossero corrotti e che solo i comunisti fossero puliti. Anche la moglie di Du era comunista.
Du fu catturato durante la Campagna Huaihai e tenuto in prigione fino alla sua grazia nel 1959. Dopo la quale fu premiato con una posizione di alto rango nella Conferenza politica consultiva del popolo cinese. La leadership comunista potrebbe aver promosso Du in quel ruolo per convincere il genero Chen Ning Yang, premio Nobel per la fisica nel 1957, a tornare in Cina. Guo Rugui, che in fin dei conti era una spia comunista, fu anche lui inserito nella organizzazione politica come Du e lui e l'ex generale divennero amici.
Du morì a Pechino nel 1981 all'età di 77 anni.